# Colonia (película)
Colonia (en español también llamada Colonia Dignidad) es una película chilena-alemana dirigida por Florian Gallenberger y protagonizada por Emma Watson, Daniel Brühl y Michael Nyqvist. Se estrenó en Alemania el 18 de febrero de 2016 y en Estados Unidos su estreno estaba en agenda para el 15 de abril de 2016. En Chile su estreno se programó para el 4 de agosto de 2016.

## Argumento
La película narra la historia de una azafata alemana, Lena, que visita a su pareja, Daniel, un joven, también alemán, fotógrafo y artista gráfico que se encuentra desde hace unos meses en Chile. Simpatizante del presidente Salvador Allende, Daniel ha realizado algunos afiches de propaganda. Durante la visita de Lena, se produce en Chile el golpe de Estado del 11 de septiembre de 1973 y la pareja es detenida ese mismo día por los militares y conducida al Estadio Nacional. Lena es liberada en breve tiempo, pero Daniel corre peor suerte y es secuestrado por la DINA, la policía secreta de la dictadura militar por el dictador Augusto Pinochet. Lena averigua que su posible paradero es la Colonia Dignidad, una extraña secta de inmigrantes alemanes donde funciona un centro de tortura. Con el objetivo de encontrar a su pareja, Lena parte hacia el sur y llega hasta el recinto de la Colonia. Allí finge ser seguidora del violador Paul Schäfer para ingresar a los terrenos del enclave y tras una entrevista con él consigue ser aceptada en la secta. A partir de allí la trama de la película muestra los horrores del régimen al que son sometidos los colonos bajo el dominio de su líder, las actividades represivas en los túneles y recintos secretos de la colonia destinadas al apoyo de la dictadura como centro de tortura, así como la odisea de la pareja para intentar escapar juntos del lugar, desde donde nunca nadie había logrado salir.
La película deja muy en claro en su argumento la estrecha colaboración de la Embajada de Alemania Occidental en Chile con la Colonia Dignidad en la época de la dictadura militar, un hecho que aunque está ampliamente documentado, nunca ha sido analizado en profundidad, menos aún de manera oficial, por la política alemana.

## Contexto
La película se basa en hechos reales ocurridos en el contexto del golpe de Estado del 11 de septiembre de 1973 que derrocó al gobierno del presidente socialista Salvador Allende, y de los primeros meses del inicio de la dictadura militar liderada por el general Augusto Pinochet en Chile. Colonia el cual es su título original, está basada en la comunidad rural llamada Colonia Dignidad, una secta liderada por el inmigrante alemán Paul Schäfer, quién había huido de su país natal a raíz de numerosas denuncias de abuso sexual a menores. En Chile, junto a otros inmigrantes alemanes formó una sociedad de apariencia benefactora, que prontamente estrechó lazos de apoyo con sectores golpistas de la derecha chilena, primeramente en la preparación del golpe de Estado y, tras el derrocamiento del gobierno de Salvador Allende, prestando sus terrenos e instalaciones como centro de detención y tortura durante la dictadura de Augusto Pinochet.
El director y coautor de guion, Florian Gallenberger estuvo largo tiempo investigando en terreno la historia de la colonia
Dignidad, para lo que estuvo por largos períodos en Chile y tuvo acceso a gran cantidad de materiales gráficos y documentales, en parte también pudo utilizar material fílmico inédito. En el debut internacional en el Festival Internacional de Cine de Toronto estuvieron presentes ex colonos que atestiguaron la veracidad y autenticidad de las escenas que el filme recoge, señalando su gratitud por honrar la memoria de las víctimas de Paul Schäfer.

## Reparto
- Emma Watson como Lena, esposa de Daniel, quien debe ingresar al enclave denominado «Colonia Dignidad» para intentar rescatarlo.
- Daniel Brühl como Daniel, esposo de Lena. Un ciudadano alemán que fue secuestrado por la policía secreta de Augusto Pinochet, la Dirección de Inteligencia Nacional, el mismo día del golpe de Estado.
- Michael Nyqvist como Paul Schäfer, el líder máximo de la «Colonia Dignidad» que, aparentemente, lleva a cabo una misión caritativa, pero en realidad encabeza una secta de la que pocos logran escapar.
- Martin Wuttke como Niels Biedermann.
- Vicky Krieps como Ursel Seewald .
- Richenda Carey como Gisela Seewald.
- Jeanne Werner como Dorothea.
- August Zirner como Embajador Alemán.
- Lucila Gandolfo como Adalia, una médica alemana.
- César Bordón como Manuel Contreras.
- Marcelo Vilaro como Augusto Pinochet.